# فرأ التبت
فرأُ التِبت أو الحِمار البرّي التِبَتي هو إحدى أنواع الحُمر البريَّة الآسيويَّة، وأكبر الحُمر البريَّة بلا مُنازع. تستوطن هذه الحُمر هضبة التِبت، وموائلها الطبيعيَّة المُفضَّلة هي الأراضي العشبيَّة والمروج الجبليَّة. يقتصر انتشارها الحاليّ على منطقة لدّأخ في جامّو وكشمير، وسهول هضبة التِبت، وشمال النيبال على طول الحدود التِبتيَّة. من الأسماء المألوفة الأخرى لهذه الحيوانات: الكيانغ والخيانغ والگورخر أو الگورخار أو الغورخار. يُصنّفها الاتحاد العالمي للحفاظ على الطبيعة أنها غير مهددة على الإطلاق.
المخاطر الرئيسيَّة التي تواجهها هذه الحمر تتمثَّل بازدياد أعدادها الملحوظ، الأمر الذي جعلها تدخل في نزاعٍ مع مُربي المواشي والرعاة الذين يحاولون الحِفاظ على مراعي مواشيهم التي يعتمدون عليها صافية، فعلى سبيل المثال شوهدت الأحصنة المستأنسة الخاصَّة بالبدو الرحَّل وهي ترعى إلى جانب الحمر البريَّة في أنأى مناطق شينجيانغ بعد أن انتقل إليها هؤلاء الناس لتمضية الشتاء. يصعب تحديد العدد الباقي من هذه الحمر نظرًا لعدم التأكد من أعدادها المحليَّة في كل إقليم من الأقاليم التي تقطنها، ولقلَّة المعلومات التي تتناول أسلوب حياتها وعاداتها وتنقلاتها، لكن يظهر أنَّ هناك اختلافًا واضحًا في أعدادها من حيث نسبة تراجعها وانتعاشها، باختلاف المنطقة التي تقطنها هذه الجمهرة أو تلك. من المؤكد أنَّ الجمهرة الكليَّة لفرأ التبت عرفت انخفاضًا حادًّا في الماضي، والدليل على ذلك تبعثر بعض الجمهرات في مناطق غير متصلة ببعضها. غير أنَّ الجهود المضنية التي بُذلت خلال العقد الأخير من القرن العشرين والأوَّل من القرن الحادي والعشرين مثل إنشاء المحميَّات الطبيعيَّة ومكافحة القنص اللاشرعي أدَّت إلى ارتفاع أعداد بعض الجمهرات في بضعة أماكن.
تحظى هذه الحُمر بالحماية القانونيَّة الكاملة في عدَّة بلدان، ففي الصين تحظى بالحماية من الدرجة الأولى، وفي الهند وُضعت ضمن الجدول الأوَّل للأنواع المحميَّة الصادر تنفيذًا لقانون حماية الحياة البريَّة لعام 1972، وفي باكستان تحظى بالحماية وفق قانون الحفاظ على الحياة البريَّة في المناطق الشماليَّة لعام 1975. أمَّا اتفاقيَّة حظر الاتجار بالأنواع المهددة بالانقراض فتورده ضمن الملحق الثاني من اتفاقيتها.

## التصنيف
فرأ التبت وثيق الصلة بالأخدر أو الحمار البرّي الآسيوي (Equus hemionus)، لدرجة أنَّ بعض العلماء يصنفونه على أنَّه سُلالة من الأخير، ويُطلقون عليه الاسم العلمي E. hemionus kiang. على الرغم من ذلك، تُظهر الدراسات المورثيَّة والعرقيَّة أنَّ هذه الحمر تُشكِّلُ نوعًا مُستقلًّا بذاته. كما أظهرت الدراسات أنَّ أقرب الخيليَّات إلى هذه الحمر هي الأحصنة المكسيكيَّة المنقرضة (Equus conversidens) والتي كانت تقطن أمريكا الشماليَّة خلال العصر الحديث الأقرب (الپليستوسيني)، وذلك بناءً على مقارنة الخصائص الجسديَّة والتركيبة العظميَّة لكلا النوعين؛ غير أنَّ هكذا صِلة تُفيد بأنَّ الحمر البريَّة التبتيَّة قد عبرت بيرنجيا نحو العالم الجديد خلال العصر الجليدي الأخير، وهو أمرٌ لا تدعمه الأدلَّة. يُمكن تهجين فرأ التبت بسهولة في الأسر مع الأحصنة والحمير المستأنسة وحمر الزرد المألوفة، على أنَّ نِتاجها عقيمٌ كما البغال. فرأُ التبت هو إحدى الأنواع القليلة من الخيليَّات التي لم تُستأنس على الإطلاق.

## الخصائص الجسديَّة

### القدّ

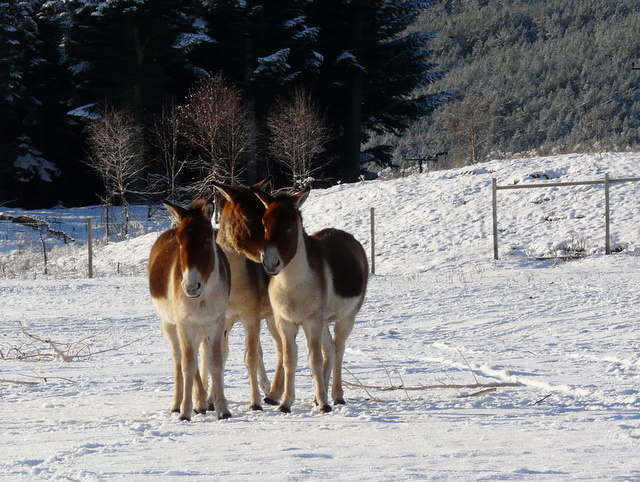
مجموعة من الحمر البريَّة التبتيَّة في منتزه المرتفعات للحياة البريَّة باسكتلندا.

فرأ التبت هو أضخم أنواع الحمر البريَّة على الإطلاق، إذ يصل معدَّل ارتفاع كتفه إلى 13.3 أذرع (55 إنشًا، 140 سنتيمتر). يتراوح ارتفاع هذه الحمر عند الكتفين بين 132 إلى 142 سنتيمترًا (52 إلى 56 إنشًا)، وطول الجسد بين 182 إلى 214 سنتيمترًا (72 إلى 84 إنشًا)، أمَّا الذيل فيتراوح طوله بين 32 إلى 45 سنتيمترًا (13 إلى 18 إنش). يمكن ملاحظة مثنويَّة شكل جنسيَّة ضئيلة لدى هذه الحيوانات، إذ يتراوح وزن ذكورها بين 350 إلى 400 كيلوغرام (770 إلى 880 رطلًا)، وإناثها بين 250 إلى 300 كيلوغرام (550 إلى 660 رطل). من مقايسها الأخرى: الأذنان التي يصل طولها إلى 22 سنتيمتر.

### الهيئة الخارجيَّة
رؤوسها ضخمة، وخطمها مثلَّم، وأنفها محدَّب. شعر العنق منتصب وقصير. لون الجسد كستانئيّ غامق، يتحوَّل إلى بُني داكن في الشتاء وإلى محمرّ لامع في أواخر الصيف، عندما يطرح الحيوان فراؤه الشتويّ الكثيف. يصلُ طول الفراء الصيفيّ إلى 1.5 سنتيمترات، أمَّا الشتوي فأطول بحوالي الضعف. القوائم والقسم السفلي من الجسد بالإضافة إلى طرف الخطم وداخل الأذنين بيضاء اللون. من المظاهر الجسديَّة المميزة لهذه الحيوانات هو الخط البني الداكن (الشوكلاتيّ) العريض الذي يمتد على طول ظهرها من حدود شعر العنق حتى آخر الذيل، الذي ينتهي بخصلةٍ من الشعر البني المسودّ.

### الجمجمة والأسنان
يتراوح طول الجمجمة بين 47 و54 سنتيمتر، ويصل ارتفاعها إلى 9.4 سنتيمترات، ومن أبرز مميزاتها الخطم القصير الضيّق. العظم القذالي مقعّر من إحدى الجانبين، والعظم الأنفي معتدل الشكل يصل طوله إلى 22 سنتيمتر. حوالي 38 سنتيمتر من الفك السفلي مكوَّن من أطرافٍ مفصليَّة. تركيبة الأسنان يمكن التعبير عنها بالمعادلة التالية: {\displaystyle {\frac {3.0(1).3(4).3}{3.0(1).3.3}}}. تتطابق القواطع في شكلها وخصائصها مع قواطع الخيليَّات الأخرى، لكنها أكثر تربيعًا من قواطع الأخدر. تظهر عند بعض الأفراد أنياب بسيطة، وعند الأغلبيَّة هي مفقودة. تظهر بين الأسنان الخلفيَّة والأماميَّة فجوة يصل طولها إلى 9 سنتيمترات. الطواحن والأضراس صغيرة مترافعة.

### التصويت
تُصدرُ هذه الحمر عدَّة أشكال وأنماط من الأصوات، فالأفراد الغاضبة تنخر وتصفر لتبدي استيائها، والحيوانات الخائفة تشخر، وتلك التي تتوصل مع غيرها تصدر صوتًا أسبه بالزغردة. أمَّا النهيق المألوف عند الحمير البريَّة الأخرى أو صهيل الأحصنة، فلم يُسمع من هذه الحيوانات.

## الانتشار

### الموطن
تستوطن هذه الحمر الهضبة التبتيَّة، الواقعة بين جبال الهيمالايا جنوبًا وجبال كونلون في الشمال. وبهذا فهي محصورة في الصين تقريبًا، على أنَّ بعض الجمهرات مبعثرة في بعض المناطق الحدوديَّة المجاورة مثل لدّأخ وسيكيم في الهند، وعلى طول الحدود الشماليَّة للنيبال.

### السُلالات
يعترف العلماء بثلاث سُلالات من هذه الحمر، هي:
- Equus kiang kiang — فرأ التبت الغربي (التبت، لدّأخ، وجنوب غرب شينجيانغ)
- Equus kiang holdereri — فرأ التبت الشرقي (تشينغهاي، وجنوب شرق شينجيانغ)
- Equus kiang polyodon — فرأ التبت الجنوبي (جنوب التبت، والحدود النيباليَّة)

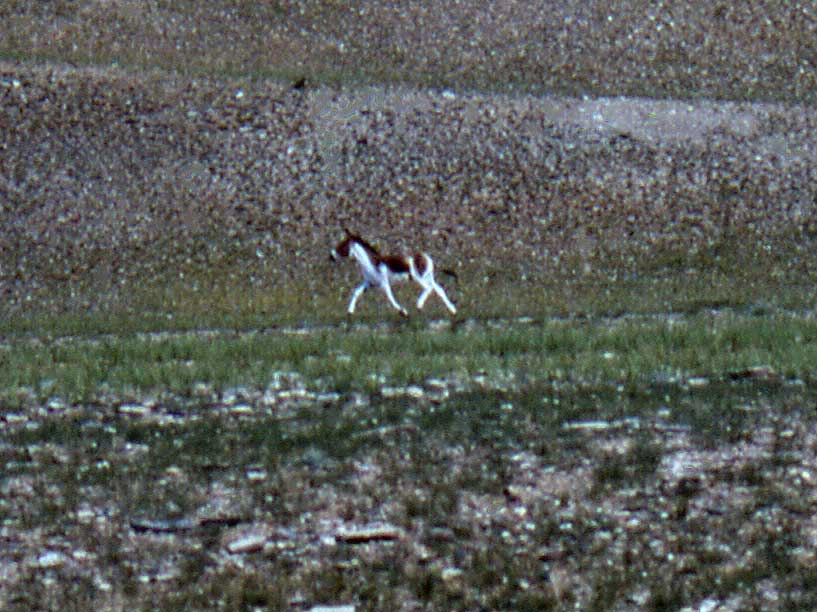
فرأ تبتيّ في إحدى المناطق الهِضابيَّة.

فرأ التبت الشرقي هو أضخم السلالات بلا مُنازع؛ والجنوبي هو أصغرها، أمَّا الغربي فهو أصغر بقليل من الشرقي ويتمتع بفراء أدكن لونًا. على الرغم من هذا التصنيف، ليس هناك من دليل مورثيّ يؤكد صحَّة استقلاليَّة كل من تلك السُلالات وتميزها عن بعضها، وبهذا فهي يُحتمل أن تُشكّل جمهرات متعددة فحسب.

### الموائل الطبيعيَّة
تقطن الحمر البريَّة التبتيَّة المروج الجبليَّة والسهوب التي يتراوح ارتفاعها بين 2,700 و5,300 متر (بين 8,900 و17,400 قدم). وهي تُفضّل الهِضاب المُسطحة نسبيًا، والوديان الواسعة، والتلال المنخفضة، حيث يكثر الغطاء العشبي وغيره من النَبَت الخفيض، مثل السعادى. تسمح هذه الأراضي المكشوفة للحمر أن تُحدد موقع المفترسات بسهولة وبالتالي تزيد من فرصتها بالنجاة، كما تؤمّن لها مصدر قوتٍ دائم، على العكس من المناطق الأخرى الأكثر قحلًا في آسيا الوسطى.

## السلوك

### الغِذاء

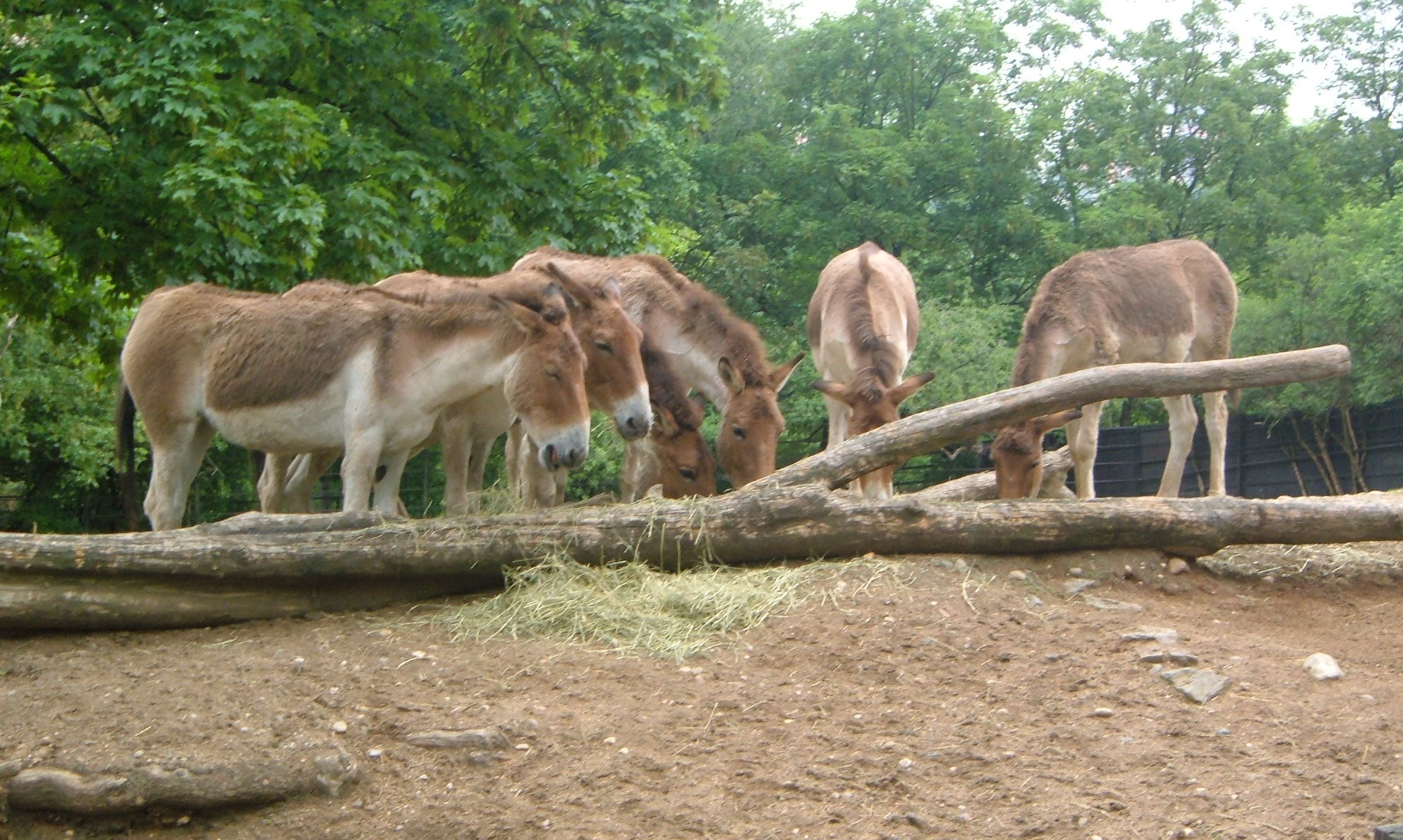
مجموعة من الحمر البريَّة التبتيَّة الأسيرة ترعى.

الحمر البريَّة التبتيَّة حيواناتٌ عاشبة، كما باقي أنواع الخيليَّات، وهي تقتات على الأعشاب والسعادى، وبالأخص العذم (Stipa)، وتضم حميتها أنواعًا كثيرة من الحياة النباتيَّة المحليَّة مثل: سعادى الأبواغ والقبأ. وعندما لا تتوافر الأعشاب الكافية بسبب الظروف المناخيَّة، كما في الشتاء، أو على أطراف موطنها حيث ينتشر الجفاف، تُلاحظ الحمر وهي تقتات على الشجيرات والعطريَّات، وحتى على جذور نباتات الجنون التي تنبشها من الأرض. تشرب هذه الحمر من البحيرات والسواقي الصغيرة بحال عثرت عليها، على أنَّ هذا التصرف نادرٌ جدًا بسبب ندرة مصادر المياه على الهضبة التبتيَّة، لذلك يُعتقد بأنها تحصل على كفايتها من الماء من النباتات التي تقتات عليها أو من الثلج خلال الشتاء.

### المُفترسات
الإنسان هو المفترس الرئيسيّ الأوَّل لهذه الحمر، وتتصدّر الذئاب الرماديَّة القائمة إلى جانبه بوصفها المفترسة الرئيسيَّة الطبيعيَّة. تُدافع الحمر عن نفسها عبر تشكيل دائرة، وتخفض رؤوسها للأرض ثم ترفس مهاجمها بعنف، ومن شأن أي ركلة أن تصرع مفترسًا بحجم الذئب بسهولة، لذلك تعمد الذئاب إلى مُهاجمة الحمر المنفردة التي شردت عن القطيع.

### السلوك الاجتماعي

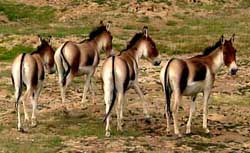
قطيع صغير من الحمر البريَّة التبتيَّة.

تتجمَّع الحمر البريَّة التبتيَّة في قطعانٍ ضخمة أحيانًا، يمكن أن يصل عدد أفرادها إلى المئات. غير أنَّ هكذا تجمعات ليست دائمة، بل مؤقتة، تتكوَّن من الذكور اليافعة فقط، أو من الأمهات وصغارها. الذكور البالغة انفراديَّة في العادة، يُدافع كلٌ منها عن حوزٍ تتراوح مساحته بين 0.5 إلى 5 كيلومترات مربَّعة (بين 0.19 إلى 1.9 أميال مربَّعة) ضد منافسيه من الذكور الأخرى، ويُهيمن على جميع قطعان الإناث القاطنة لهذا الحوز ويتزاوج معها. تُبدي الذكور المناطقيَّة عدائيَّة شديدة تجاه الدخلاء، فتطاردها وتركلها وتعضها، لكن أغلب الأحيان تكتفي بإخافتها وطردها من حوزها بعد مطاردة قصيرة يتخللها نهيق عالٍ.

### التناسل
تتناسل الحمر البريَّة التبتيَّة طيلة الفترة الممتدة من أواخر شهر يوليو حتى أواخر أغسطس، وعندها تتودد الذكور البالغة إلى إناثها المُتقبِّلة، فتطاردها لمسافةٍ قصيرة ثم تتزاوج وإياها. أفاد الخبراء الميدانيّون أنَّ فترة الحمل اختلفت باختلاف الأفراد والجمهرات، فبعضها دام سبعة أشهر، بينما استمرَّ بعضها الآخر إثنا عشر شهرًا، ونتج عنها كلّها جحشًا واحدًا على الدوام. تصبح الإناث قادرةً ومتقبلةً للزواج مُباشرةً بعد الوضع، غير أنَّ أكثرها يُنجب صغيرًا واحدًا كل سنتين (إن تزاوجت مباشرةً بعد الوضع فهذا يعني أنها ستضع حملها بعد سنة واحدة). يبلغ وزن الجحش 35 كيلوغرامًا (77 رطلًا) عند ولادته، وهو قادرٌ على المشي بعد بضع ساعاتٍ فقط. من غير المعروف متى تبلغ هذه الحمر مرحلة النضج الجنسي، لكن من المُرجَّح في عامها الثالث أو الرابع، كما هو الحال مع الأخدر، أقرب الأنواع إليها. يصل أمد حياة فرأ التبت إلى عشرين سنة في البريَّة.

## المخاطر والحِفاظ على النوع

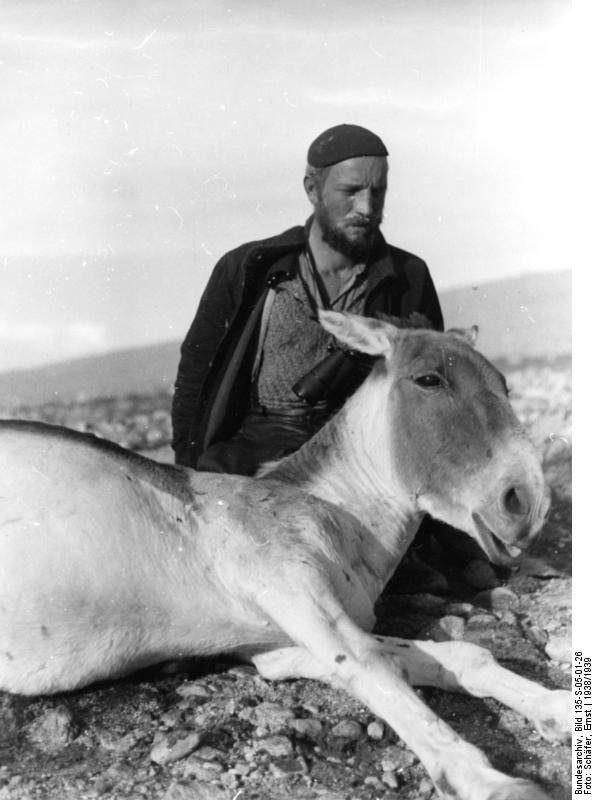
صورة من عام 1938 لفرأ تبتي مُصاد.

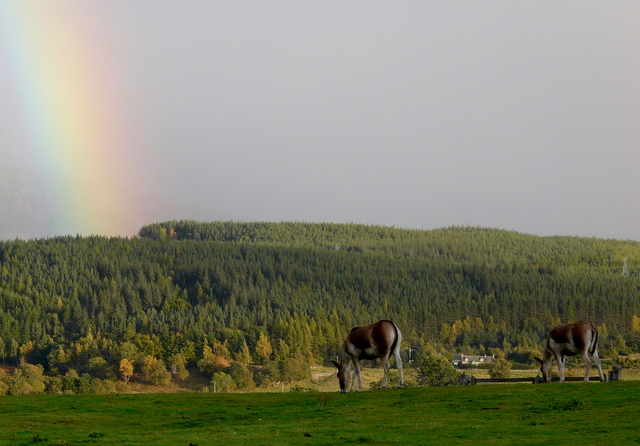
حمر بريَّة تبتيَّة في منتزه المرتفعات للحياة البريَّة في اسكتلندا.

يُعد فرأُ التبت إحدى أقل الخيليَّات عرضةً للانقراض وأقل الحمر البريَّة التي تواجه هذا الخطر، مُقارنةً بغيره من الأنواع. كانت هذه الحمر تقع طريدة البدو الرحَّل التبتيين الذي صادوها للحصول على لحومها وجلودها، ولأسبابٍ دينيَّة حتى، لكن كل ذلك لم يكن له أي أثر على أعدادها. وقد استمر الأمر على هذا المنوال حتى كان الغزو الصيني للتبت سنة 1950، فعندها أخذت الأعداد بالتراجع بعض الشيء. ومنذ أواخر القرن العشرين وأوائل القرن الحادي والعشرين، انتعشت الأعداد انتعاشًا ملحوظًا بفضل تشكيل شبكةٍ من الأراضي المحميَّة تمتد على مساحة 600,000 كيلومتر مربَّع وتشتمل على مرتفعات تشانگتنغ السهوبيَّة التي تفضلها الحمير، ومقاومة القنص اللاشرعي بطريقةٍ فعَّالة. يصل عدد الرؤوس المستوطنة في الأراضي الصينيَّة حاليًّا إلى 68,500 رأس تقريبًا، منها 48,000 رأس في التبت. تمثِّلُ هذه الأعداد كلها حوالي 90% من إجمالي جمهرة هذه الحمر، يُضاف إليها حوالي 2000 رأس آخر يعيش في الهند. أشارت عدَّة تقارير عن وجود فرأ التبت في باكستان وبوتان والنيبال، لكن يُحتمل أن جمهرات تلك البلاد تُعَد بالعشرات فقط. يُقدّرُ البعض العدد الكلي لهذه الحيوانات بحوالي 70,000 رأس، وبعضهم الآخر بحوالي 200,000 رأس، على أنَّ الرقم الأخير يرفضه الخبراء ويصفونه بأنه غير واقعي. يُصنِّفُ الاتحاد العالمي للحفاظ على الطبيعة فرأ التبت على أنه غير مهدد بالانقراض، ويشير إلى أنَّ المخاطر التي تتهدده هي ارتفاع عدد جمهراته بشكلٍ ملحوظ وحاجتها إلى مزيدٍ من المراعي، مما يُدخلها بنزاع مع مربي الماشية والرعاة الرحَّل، وكذلك استصلاح الأراضي لغرض التعدين.
أظهرت إحصاءات من سنة 2008 أنَّ هناك 114 فردًا من هذه الحمر في حدائق الحيوان والمنتزهات الطبيعيَّة حول العالم، وأنَّها كلها تنتمي إلى السُلالة E. k holdereri (الشرقيَّة). استمرَّ الغربيّون يحاولون استئناس هذه الحمر طيلة 150 سنة الماضية، لكنهم لم يصيبوا من النجاح شيئًا.

## في أدب الرحَّالة
كَتَب الرحَّالة والكاهن الياباني إكاي كاواگوشي، الذي عاش في التبت منذ شهر يوليو 1900 حتى يونيو 1902، كتب عن فرأ التبت في مذكراته فقال:
«كما سبق وذَكرت، الخيانغ هو الاسم الذي يُطلقه التبتيّون على نوعٍ من الخيول البريَّة تقطن سهوبهم الشماليَّة. وعند التدقيق يتبيَّن أنَّ تلك الخيول هي حمرٌ بريَّة في الواقع، عظيمةٌ في قدِّها كعِظَمِ حصانٍ يابانيّ. لونها بني محمرّ، ولها شعرٌ أسود على طول ظهرها وكذلك شعر عنقها أمَّا بطنها فأبيض. بالنسبة للناظر تبدو كأي حصانٍ عاديّ، لولا ذلك الذيل المنتهي بخصلة شعر. إنها حيواناتٌ قويَّة، وهي هيَّابة وسريعةٌ جدًا. لا يراها الناظر منفردةً أبدًا، بل دائمًا في مجاميع أقلّها فردان أو ثلاثة، وأعظمها قطيع من ستين أو سبعين رأس. اسمها العلمي هو Equus hemionis، لكن أغلب الأحيان تُسمَّى باسمها التبتي، الذي يُلفظ عادةً خيانغ باللغة الإنگليزيَّة. لديها خصلةٌ غريبة هي الدوران حول نفسها مرارًا وتكرارًا، حينما تقع ضمن نِطاق نظر الإنسان. وحتى من على بعد ميلٍ ورُبع، فسوف تدور حول نفسها على هذا الشكل في كل خطوةٍ من خطواتها، وبعد كل دوران تتوقف لبرهة، لتنظر إلى الإنسان من وراء كتفيها، كما يفعل الثعلب. وفي النهاية فإنها تقتربُ إلى حدٍ كبير. وعندما تقترب كثيرًا تبدو عليها ملامح الخوف، وعند أدنى إشارةٍ للخطر تستدير وتهرع بعيدًا، قبل أن تتوقف لتنظر إلى الخلف مجددًا. يُفاجأ المرء عندما يظن أنها هربت وابتعدت، عندما يكتشف إنها استدارت وعادت لتصبح على مقربةٍ منه، لتعود وتراقبه من خلف كما كانت تفعل. بالإجمال يُمكن القول أنَّ هذه الحيوانات غريبة السلوك.»

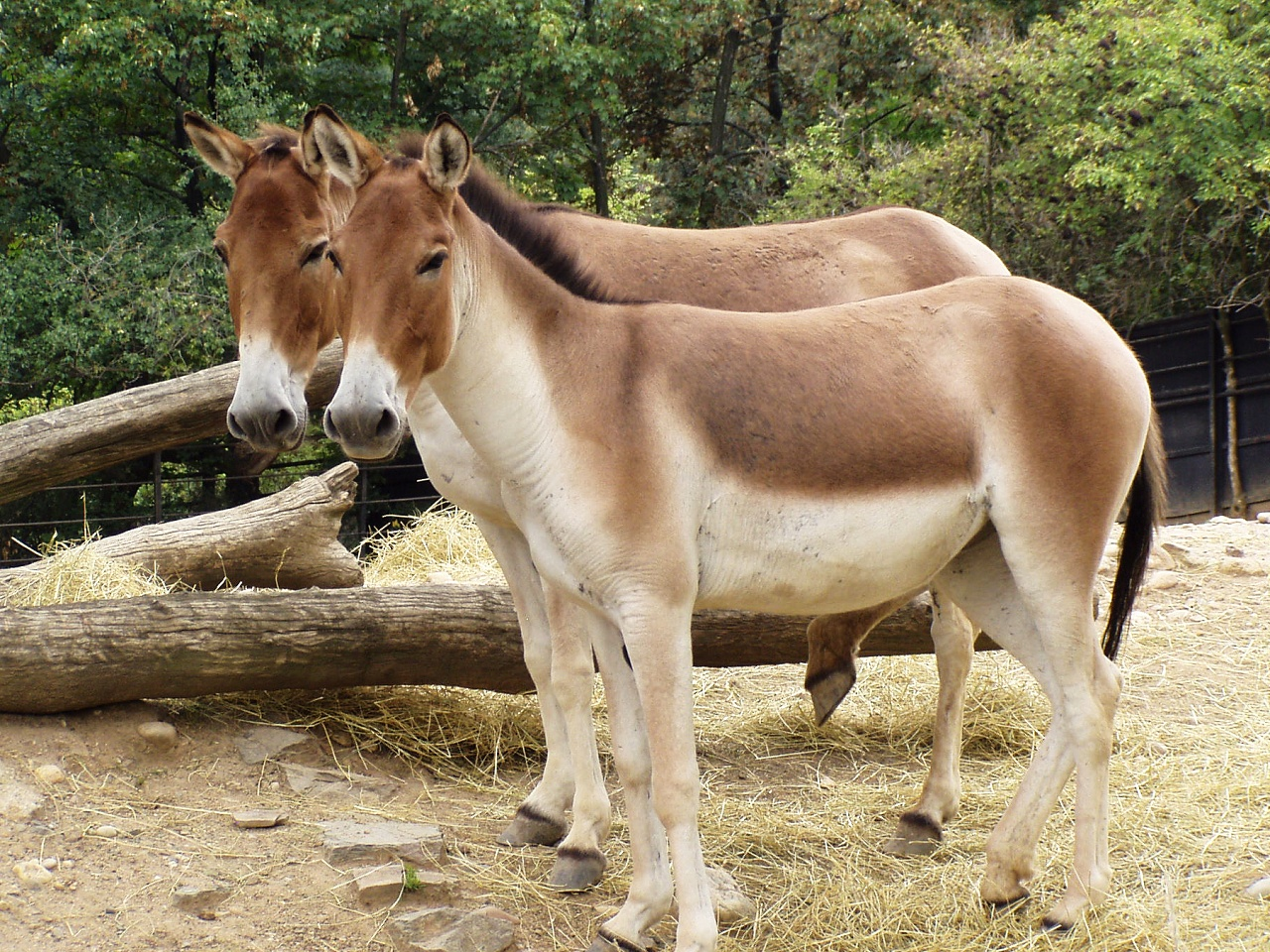
فرآ تبت أسيرين.

ذَكَرَ ثوبتن جيگميه نوربو، وهو الأخ الأكبر للدالاي لاما الرابع عشر تينزن گياتسو، ذَكَرَ هذه الحمر في كتاباته عن رحلته إلى دير كومبوم في منطقة آمدو سنة 1950، فقال:
"تعيشُ الكيانغات أو الحُمر البريَّة، مع بعضها في مجاميع صغيرة، يترأس كلٌ منها فحل، يُهيمن على عددٍ من الإناث تتراوح بين عشرة وخمسين أنثى. صعقني المظهر الجميل والهيئة النبيلة لهذه الوحوش؛ وبالأخص الخط الجميل الذي يمتد على رأسها وعنقها. فراؤها بني فاتح على ظهورها ومبيضّ على بطنها، أمَّا ذيولها الطويلة النحيلة فسوداء تقريبًا؛ كل ذلك يجعلها مموهة ومندمجة تمامًا مع محيطها. تبدو للناظر جميلةٌ ورشيقة أثناء اندفاعها عبر السهوب مثل السِّهام، وقد امتطت رؤوسها وامتدت ذيولها خلفها تلعب بها الرياح. موسم تناسلها يبدأ في الخريف، وعندها تكون الفحول في أقصى درجات عدائيَّتها وتسهر على حماية ورعاية حريمها. أشرس المعارك وأقلّها رحمة تقع خلال هذا الموسم من السنة بين الفحول والذكور العازبة وفحول القطعان الأخرى. ما أن تنتهي المعركة حتى يقوم الذكر المنتصر، المدمي والمُصاب بالكدمات نتيجة العضَّات والركلات الوحشيَّة، بقيادة إناثه بسرعة عبر السهوب.
غالبًا ما كنَّا نرى هذه الحمر بالآلاف وقد انتشرت عبر التلال وهي تنظر إلى قافلتنا بحيرة وتعجّب؛ وفي بعض الأحيان كانت تحاصرنا، على أنها كانت تبقي بيننا وبينها مسافة معتبرة."

## وصلات خارجيَّة
- فرأ التبت من موقع القائمة الحمراء للأنواع المهددة.
- فرأ التبت من موقع الحافريَّات: صور ومعلومات وخرائط انتشار.